# كارولين بول (كاتبة)
كارولين بول (بالإنجليزية: Caroline Paul)‏ (29 يوليو 1963، نيويورك في الولايات المتحدة)؛ كاتِبة وروائية أمريكية.